# Elżbieta Jarosz
Elżbieta Jarosz z domu Nadolna (ur. 14 sierpnia 1971 w Mrągowie) – polska lekkoatletka, specjalistka biegów długodystansowych, dwukrotna mistrzyni Polski.

## Kariera
Zdobyła mistrzostwo Polski w półmaratonie w 1998 i w maratonie w 2001, wicemistrzostwo w biegu na 3000 metrów w 1994, w biegu na 5000 metrów i w biegu na 10 000 metrów w 1998 i w półmaratonie w 2001, a także brązowe medale w biegu przełajowym w 1991, biegu na 10 000 metrów w 1995, w półmaratonie w 2004 oraz w maratonie w 1998, 2000 i 2002.
Zajmowała czołowe miejsca w wielu biegach maratońskich, m.in. zwyciężyła w maratonie w Kolonii w 1999 i w maratonie w Monachium w 2001, a także zajęła 2. miejsce w Maratonie Babci w 2004.
Była zawodniczką Hańcza Suwałki, Orkana Poznań, Zawiszy Bydgoszcz, AZS-AWF Wrocław i Śląska Wrocław.
Rekordy życiowe::
| Konkurencja           | Data i miejsce                | Wynik    |
| --------------------- | ----------------------------- | -------- |
| bieg na 1500 metrów   | 28 maja 1994, Poznań          | 4:19,51  |
| bieg na 3000 metrów   | 2 sierpnia 1994, Praga        | 9:11,05  |
| bieg na 5000 metrów   | 26 czerwca 1998, Wrocław      | 15:48,11 |
| bieg na 10 000 metrów | 28 czerwca 1998, Wrocław      | 33:14,81 |
| półmaraton            | 4 października 1998, Breda    | 1:13:08  |
| maraton               | 7 października 2001, St. Paul | 2:30:15  |